# Portugal Cove South
Portugal Cove South est un village situé dans la province de Terre-Neuve-et-Labrador, dans le sud de Terre-Neuve.